# Muha cece
Muhe cece [cecé] so velike pikajoče muhe iz Afrike, ki se hranijo s krvjo vretenčarjev. Sem spadajo vse vrste rodu Glossina, ki jih navadno uvrščamo v njihovo lastno družino Glossinidae.

## Razširjenost
Muhe cece prebivajo v podsaharski Afriki, na območjih med 15° severne in 20° južne geografske širine. Živijo na robu gozdov, v bližini rek in močvirij. So prenašalke spalne bolezni. Tropski predeli v Afriki poznajo dve obliki te muhe in sicer Glossina morsitans, ki prenaša v kri živali, zlasti goveda kugo - Nagano ter Glossina palpalis, ki povzroča spalno bolezen ali dremavost pri ljudeh. Obe vrsti sta huda in nevarna nadloga za prebivalstvo.
Zaradi muhe cece živinoreje v nizki ekvatorjalni Afriki skoraj ni. 

## Razmnoževanje
Muhe cece se ne razmnožujejo tako kot večina drugih muh, saj ne ležejo jajčec. Skotijo eno samo popolnoma razvito ličinko, ki se ne prehranjuje, pač pa se takoj zabubi. Samica rojeva ličinke na vsakih 10 do 20 dni in jih odlaga ob štore banan. Razvit osebek prileze iz bube v 1 do 2 mesecih.